# Amédée Buffet
Pour les articles homonymes, voir Buffet.
Amédée Buffet, né à Paris 2e le 30 juillet 1869, et mort à Paris 6e le 30 octobre 1933, est un peintre français.

## Biographie
Élève du peintre Tony Robert-Fleury (1837-1911) et du sculpteur et médailleur Hippolyte Jules Lefèbvre (1863-1935), Amédée Buffet est le frère cadet de l'abbé et peintre orientaliste Paul Buffet (1864-1941).
Il expose dès 1894 au Salon des artistes français et y obtient cette année-là une médaille d'honneur accompagnée du prix Brizard, puis une médaille de 2e classe en 1899, année où il est passé en hors-concours. Il devient alors membre du jury de la Société des artistes français.
En 1903, il reçoit, avec son frère Paul, une commande des Chartreux pour réaliser quatre toiles en remplacement de celles de Goya détruites à la chartreuse d'Aula Dei à Saragosse en Espagne.
En 1905, il est délégué par le gouvernement français pour représenter les peintres et sculpteurs français à l'Exposition universelle au palais des beaux-arts de Liège en Belgique en compagnie d'Auguste Rodin, d'Alfred Sisley, d'Auguste Renoir, de Claude Monet, d'Henri Lerolle et d'autres. Il est sociétaire de la Société des artistes français, dont il devient membre du comité et du jury. Il réside au no 71 rue Jacques Dulud à Neuilly-sur-Seine (Seine) et avait un atelier parisien au no 3 rue Cauchois. 
D'un séjour en Bretagne, il passe à Batz-sur-Mer où il laisse entre autres une toile[réf. nécessaire].
Il meurt à Paris en 1933.

## Œuvres dans les collections publiques
en Espagne

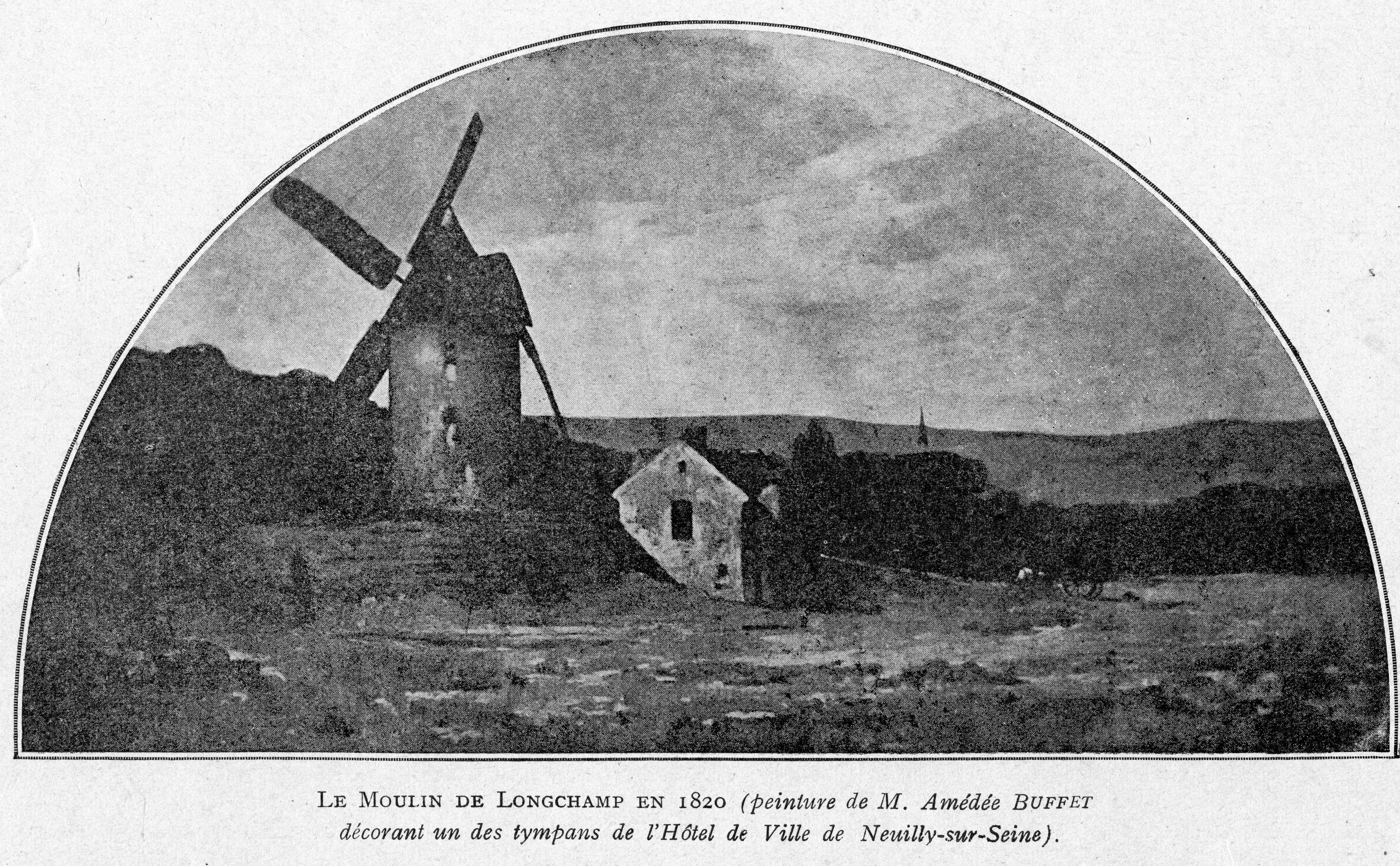
Le moulin de Longchamp en 1820, tympan de l'hôtel de ville de Neuilly-sur-Seine.

- Saragosse, monastère de la chartreuse d'Aula Dei : Présentation de la Vierge au Temple ; L'Annonciation ; La Nativité, sur le côté gauche du vaisseau, La Fuite en Égypte, sur le côté gauche du sanctuaire. Quatre peintures refaites en collaboration avec son frère Paul Buffet en 1903, pour remplacer des toiles de Francisco Goya.

En France
- BUFFET Amédée, La Messe à l'abbaye de Saint-Arnould, 1907, huile sur toile. Nemours, Château-Musée, inv. 1907.111.1Le Puy-en-Velay, musée Crozatier :

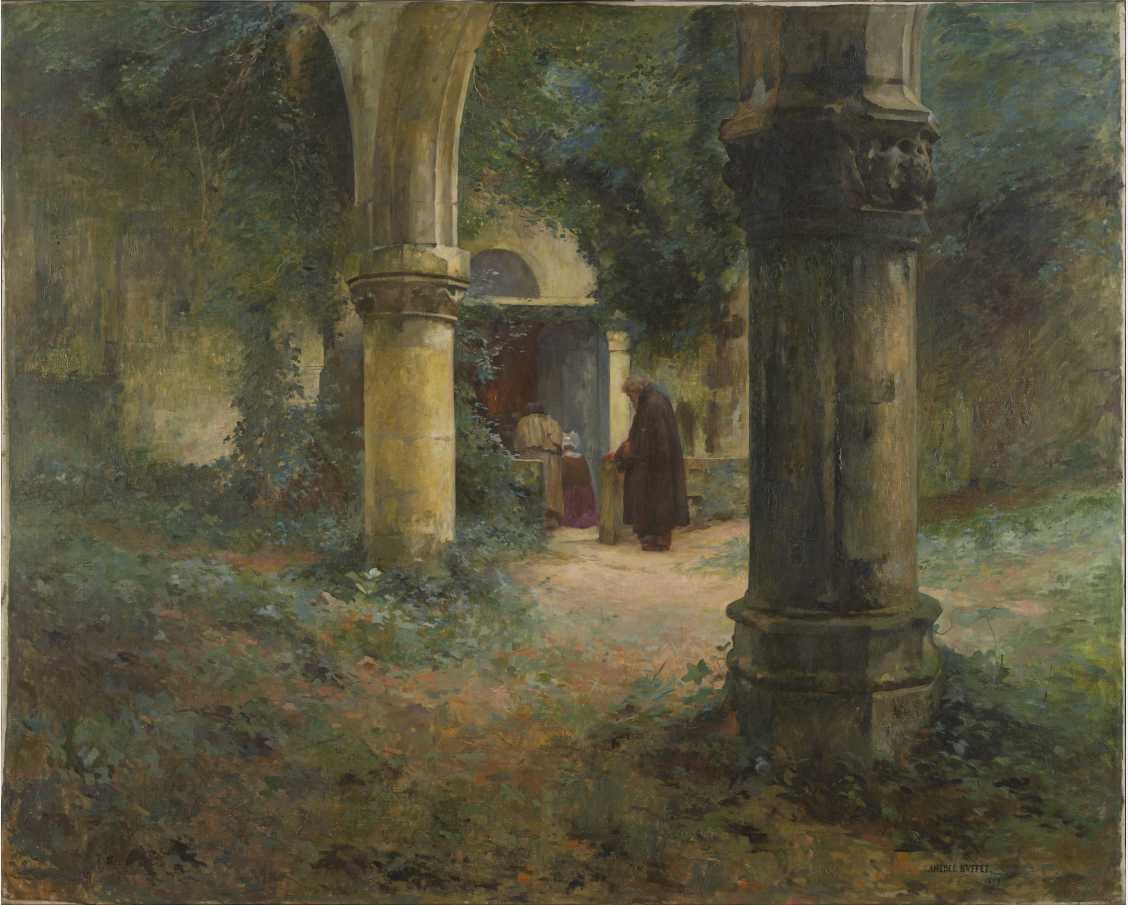
BUFFET Amédée, La Messe à l'abbaye de Saint-Arnould, 1907, huile sur toile. Nemours, Château-Musée, inv. 1907.111.1

  - Halte de prisonniers arabes dans le désert, vers 1897 ;
  - Allée de la Duchesse au Parc de Sceaux.
- Marseille, musée des beaux-arts : Le Pèlerinage de Saint-Arnoult, 1906.
- Nemours, Château-Musée : La Messe à l'Abbaye de Saint-Arnould, Trouville, 1899, huile sur toile. Inv. 1907.111.1[8].
- Neuilly-sur-Seine, hôtel de ville : Moulin de Longchamps[9].
- Paris, Bibliothèque nationale de France.
- Troyes, musée des beaux-arts : Paysage, 1905[10].
- Ville-d'Avray, église : décorations en collaboration avec son frère Paul Buffet.

## Expositions et Salons
- Exposition universelle de 1905 à Liège en Belgique : Notre-Dame de la Garde.
- 2009, galerie Thierry Mercier, Paris.
- Salon des artistes français (à partir de 1894) :  
  - 1899 : La Messe à l'abbaye de Saint-Arnould, Trouville
  - 1900 : La Sainte Famille fuyant vers Béthléem.